# Thomas Bell Monroe
Thomas Bell Monroe (7 octobre 1791 - 24 décembre 1865) était un juge fédéral des États-Unis.